# Samuel Adler (Komponist)

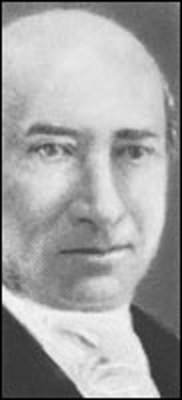
Samuel Hans Adler

Samuel Hans Adler (* 4. März 1928 in Mannheim) ist ein deutschamerikanischer Komponist und Dirigent.
Während seiner mehr als sechs Jahrzehnte währenden beruflichen Karriere war er Mitglied des Lehrkörpers sowohl der Eastman School of Music der University of Rochester als auch der Juilliard School. Darüber hinaus gründete er das Sinfonieorchesters der Siebten Armee der Vereinigten Staaten, das nach dem Zweiten Weltkrieg an den Kulturdiplomatie-Initiativen (Völkerverständigung) der Vereinigten Staaten in Deutschland und ganz Europa beteiligt war. Adler wurde 2018 von der Bundesregierung mit dem Bundesverdienstkreuz 1. Klasse ausgezeichnet.

## Leben

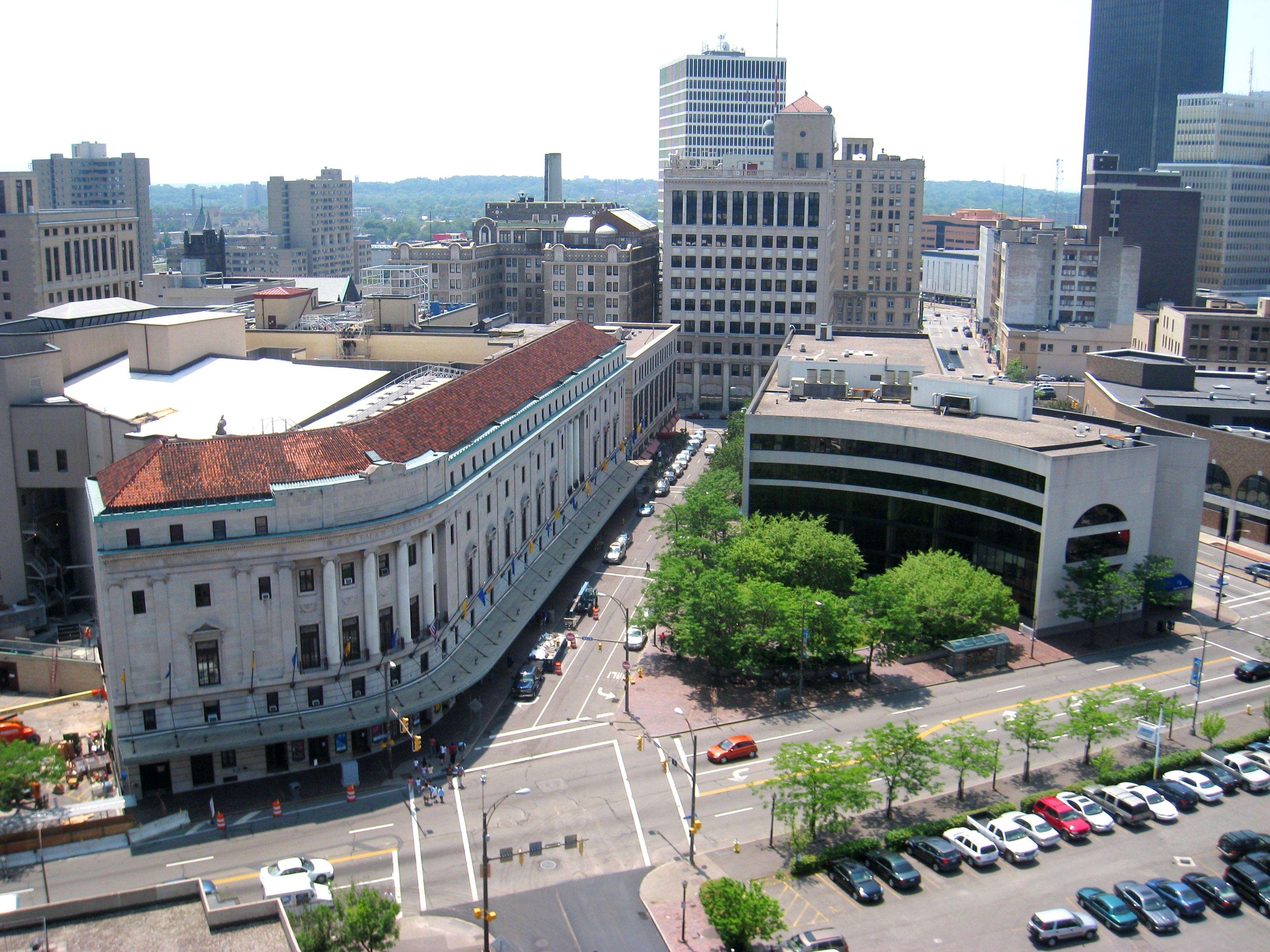
Eastman School of Music an der University of Rochester, Rochester, New York

Adler wurde als Sohn des Mannheimer Kantors Hugo Chaim Adler und dessen Frau Selma Rothschild geboren. Nach der Reichspogromnacht wurde sein Vater im Konzentrationslager Dachau inhaftiert und zur Auswanderung gezwungen. Die Familie floh Ende 1938 in die USA, wo Adler sen. als Kantor am Temple Emanuel in Worcester (Massachusetts) tätig wurde.
Samuel Adler studierte von 1943 bis 1947 Musik an der Boston University bei Herbert Fromm und von 1948 bis 1950 an der Harvard University, u. a. bei Aaron Copland, Paul Hindemith, Paul Pisk, Walter Piston und Randall Thompson. Er erhielt 1950 einen M.A. bei Serge Koussevitzky absolvierte 1949 einen Dirigierkurs in Tanglewood.
1950 meldete er sich zum Militärdienst und wurde als Teil der Besatzungsarmee in Deutschland im pfälzischen Baumholder stationiert. 1952 gründete er für die United States Army das Seventh Army Symphony Orchestra, das er in mehr als 75 Konzerten in Deutschland und Österreich dirigierte. 1953 gab er die Leitung des Orchesters ab und erhielt eine Stelle als Musikalischer Leiter am Temple Emanu-El in Dallas. Dort betreute er auch das Dallas Lyric Theater und den Chor. Danach war Adler von 1957 bis 1966 Hochschullehrer für Komposition am College of Music der University of North Texas und in derselben Funktion bis 1995 an der Eastman School of Music in Rochester (New York). Seit 1997 ist er Hochschullehrer an der Juilliard School, an der er im akademischen Jahr 2009/10 den William Schuman Scholars Chair innehatte.
Adler hielt Meisterkurse und Seminare an vielen nationalen und internationalen Universitäten und gab Sommerkurse bei den großen Musikfestivals.
Adler ist in zweiter Ehe verheiratet mit Emily Freeman-Brown. Mit seiner ersten Ehefrau Carol Ellen Adler geb. Stalker hat er die Töchter Deborah Adler und Naomi Leah Adler.

## Kompositionsstil
Adler nutzte in seiner Musik eine große Vielfalt unterschiedlicher Kompositionstechniken, darunter freie Atonalität, Diatonik und Serialismus. Darüber hinaus integrierte er in seinen Partituren Tanzrhythmen, Volksthemen, Ostinati und Aleatorik.
Es wurde auch beobachtet, dass Adlers Kompositionen einen „Midstream-Modernismus“ veranschaulichen, der durch miteinander verwobene kontrapunktische musikalische Linien gekennzeichnet ist, die die Grundlage für einen tonalen harmonischen Komplex bilden, der durch tangentiale atonale Episoden unterbrochen wird. Darüber hinaus soll seine Musik von der liturgischen Kantilene der jüdischen Musiktradition sowie orientalischen Einflüssen inspiriert sein.

## Werke
Adler veröffentlichte mehr als 400 musikalische Werke, darunter fünf Opern, sechs Sinfonien, acht Streichquartette, mehrere Instrumentalkonzerte, Chormusiken und Lieder. Zu seinen Schülern bei Juilliard zählten Eric Ewazen, Dana Wilson, Jay Greenberg und Jason Robert Brown. Er schrieb drei größere Bücher über Musik: Choral Conducting (1971), Sight Singing (1979) und The Study of Orchestration (1982, Die vierte Ausgabe erschien 2016) sowie eine große Anzahl von Zeitschriftenartikeln und Buchbeiträgen.

### Solo-Instrumentalwerke
- Four Composer Portraits (Birthday Cards für Solo Piano) für unbegleitetes Klavier[6]
- Bassoonery (Study für Bassoon Solo) für unbegleitetes Fagott (1965)
- A Bonnie Tune (A Scherzo für Solo Flute) für unbegleitete Flöte (2012)
- Bravura (A Concert Piece für Bass Trombone) für unbegleitete Bassposaune (2012)
- Bridges to Span Adversity für Cembalo (1991)
- Cantilena für Solo-Horn in F (2018)
- Canto III für Solo-Violine
- Canto V
- Canto VII für Solo-Tuba
- Canto VIII für Klavier solo (1976)
- Clarinon für unbegleitete B-Klarinette
- Fantasy für Klavier solo (2014)
- Festschrift für Klavier solo
- Flaunting für unbegleitete Flöte
- From Generation to Generation für Solo-Orgel
- In Memory of Milton für Solo-Violine (2012)
- In Praise of Bach für Solo-Orgel (2003)
- Meadowmountetudes (Four Studies Of 20th-Century Techniques) für Solo-Violine (1996)
- Oboration für unbegleitete Oboe (1965)
- The Sense of Touch (Eight Short Pieces Introducing the Young Pianist to Techniques Used in Twentieth-Century Music) für Klavier solo (1983)
- Solemn Soliloquy für Solo-Violine (2015)
- Sonate für Sologitarre (1990)
- Sonate für Cembalo (1984)
- Three Piano Preludes für Klavier solo
- Thy Song Expands My Spirit (A Tribute to Aaron Copland on His 80th Birthday) für Klavier solo (1983)
- Two Meditations für Orgel (1965)

### Musik für Kammerensemble
- Acrostics (Four Games für Six Players)
- Be Not Afraid: The Isle is Full of Noises für Blechbläserquintett
- Brahmsiana
- Caccia für zwei Flöten
- Concert Piece
- Contrasting Inventions
- Diary of a Journey
- Divertimento
- Divertissement für Viola und Marimba
- Divertissement für Violine und Marimba
- Festival Fanfare and Dance für Blechbläserensemble
- Fidl-Fantazye: A Klezmer Concerto für Violine und Klavier (2017)
- Five Movements
- Four Dialogues für Euphonium für Euphonium und Marimba
- Into the Radiant Boundaries für Viola und Gitarre
- Introit & Toccatina
- L’Olam Vaed für Violoncello und Klavier
- Let the Trumpet Sound für Trompete und Orgel (2015)
- Life Is an Ecstasy für Trompete und Orgel (2017)
- Pasiphae für Klavier und Schlagzeug
- Pensive Soliloquy für Altsaxophon und Klavier (1998)
- Ports of Call für Violinen-Duett
- Praeludium
- Primavera Amarilla
- Quintett für Klavier und Streichquartett
- Recitative and Rondo Capriccioso für Flöte und Klavier (2014)
- Romp für Streichquartett
- Scherzo Schmerzo für Trompete, Horn, Posaune, Tuba und Schlagzeug
- Sonate für Horn und Klavier (1948)
- Sonate für Flöte und Klavier (2006)
- Sonate für Viola und Klavier (1987)
- Streichquartett Nr. 6 („A Whitman Serenade“ für mittlere Stimme und Streichquartett)
- Streichquartett Nr. 9
- Streichquartett Nr. 10
- Three Pieces für Violoncello und Klavier (2016)
- Time in Tempest Everywhere
- Trio („5 Snapshots“) für Streichtrio
- Trumpetry
- Two Southern Appalachian Folk Songs für Violine und Klavier (2014)

### Vokalmusik/Chormusik
- Five Choral Scherzi für gemischten Chor, Viola und Gitarre
- In Praise Of Labor für Stimme und Klavier
- Jonah (The Man Without Tolerance) für SATB-Chor und Orchester
- Nuptial Scene
- Of Love and Dreams für Stimme und Klavier (2018)
- Of Saints & Sinners-Mez
- Passionate Sword-Fl/Cl
- A Psalm Trilogy für SATB-Chor a cappella (1997)
- Recalling The Yesterdays für Mezzosopran, Flöte, Klarinette, Violine, Violoncello, Klavier und Schlagzeug
- Serenade
- Sixth String Quartet
- Song Of Songs Fragments für Mezzosopran, Klarinette und Klavier
- Those Were The Days für Stimme und Klavier
- Two Shelley Songs für SATB-Chor und Klavier (1982)
- To Remember: To Be Remembered
- Todesfuge für Tenorstimme und Klavier
- We Believe A Hymn Of Faith

### Orchestermusik
- All Nature Plays
- American Airs and Dances
- Art Creates Artists
- A Bridge to Understanding
- Centennial
- Drifting on Wind and Currents
- Elegy für Streichorchester
- In Just Spring
- In The Spirit Of Bach für Streichorchester (2015)
- Jonah (The Man Without Tolerance) für SATB-Chor und Orchester
- Man lebt nur einmal (darum tanzen wir) für großes Orchester
- Serenade
- Seven Variations on „God Save the King“ für kleines Orchester oder Kammerorchester (Orchestrierung von Beethovens Variationen WoO 078)
- Shadow Dances
- Show An Affirming Flame
- Sinfonie Nr. 1 (1953)
- Sinfonie Nr. 2 (1957)
- Sinfonie Nr. 3 („Diptych“, 1960, überarbeitet 1980)
- Sinfonie Nr. 4 („Geometrics“, 1965)
- Sinfonie Nr. 5 („We Are the Echoes“) für Mezzosopran und Orchester (1975)
- Sinfonie Nr. 6 (1985)
- Sinfonie Nr. 7 („Short Symphony“, 2021); Erstaufführung: Brandenburgisches Symphonie Orchester Frankfurt (Oder), Nov. 2022.
- Time in Tempest Everywhere für Sopran, Oboe und Kammerorchester
- We Believe: A Hymn of Faith

### Musik für Orchester mit Solo-Instrumenten
- Arcos Concerto (A Bridge between the Old and the New) für Flöte, Oboe, Klarinette, Fagott und Streichorchester
- Beyond the Pale (A Portrait of a Klezmer) für Klarinette und Streichorchester
- Konzert für Violoncello und Orchester (1999)
- Konzert für Viola und Orchester(2002)
- Konzert für Violine und Orchester (2015)
- Konzert „Shir Ha Ma’alot“ für Holzbläserquintett und Orchester
- Konzert für Gitarre und Orchester (1998)
- Konzert für Horn und Orchester
- Konzert für Organ und Orchester
- Konzert Nr. 2 für Klavier und Orchester (1996)
- Fidl-Fantazye: A Klezmer Concerto für Violine und Orchester
- Lux Perpetua für Orgel und Orchester
- Klavierkonzert Nr. 2
- Klavierkonzert Nr. 3 für Klavier und Streichorchester
- Those Were the Days

### Musik für Band oder Bläserensemble
- American Airs and Dances
- Konzert für Gitarre und Bläserensemble
- Konzert für Holzbläser, Blechbläser und Schlagwerk
- Dawn to Glory
- A Little Night and Day Music (1977)
- Pygmalion
- The River That Mines the Silences of Stones (2016)
- Rogues and Lovers
- Serenata Concertante für Flöte, Oboe, Klarinette, Fagott, Altsaxophon und Bläserensemble
- Solemn March
- Lebe lang und glücklich! Eine Suite für großes Bläserorchester zum 400sten Jubiläum der Stadt Mannheim (2007)[7]

### Inszenierte Arbeiten
- The Outcast of Poker Flat, 1959, Oper, inszeniert in Dallas, April 1961
- The Wrestler, 1971, Oper, inszeniert in Dallas, Juni 1972
- The Disappointment, 1974, Oper [Rekonstruktion einer frühen Balladenoper]
- The Lodge of Shadows, Musikdrama für Bariton solo, Tänzer und Orchester
- The Waking, 1978, Ballett

### Liturgische Musik
- B'shaaray Tefilah: A Sabbath Service (1963) für Kantor, SATB und Orgel[6]
- Call to Worship (1995) für Kantor, SATB und Orgel
- Haskivenu (1981) für Kantor, SATB und Orgel
- L'cha Dodi (1984) für Solo, SATB, Orgel und Flöte
- Ma Tovu (2011) für Tenor, SATB und Orgel
- Psalm 24 (2003) für SATB und Orgel
- Psalm 40 für SATB und Orgel
- Psalm 67 für SATB und Orgel
- Psalm 96 für SATB und Orgel
- Psalm 146 (1985) für SATB und Orgel
- Shir Chadash – A Friday Eve Service für Orgel und 3-stimmigen Chor (SAB)
- The Twenty-Third Psalm – Hebrew and English (1981) für Tenor, SATB und Orgel
- Yamim Naraim I and II – A Two-Volume Anthology für the High Holy Days (1990–1991) für Kantor, SATB und Orgel

## Ehrungen
Adler wurde vielfach ausgezeichnet und geehrt. Die Southern Methodist and Wake Forest Universities, das St. Mary’s College of Notre Dame und das St. Louis Conservatory of Music verliehen ihm die Ehrendoktorwürde. 1984 erhielt er ein Guggenheim-Stipendium, 1988 war er „Phi Beta Kappa Visiting Scholar“. Er war 2004 als Composer in Residence Fellow an der American Academy in Berlin. Im Mai 2001 wurde er Mitglied der American Academy of Arts and Letters und wurde im Oktober 2008 in die American Classical Music Hall of Fame aufgenommen. Im Mai 2018 erhielt Adler das Bundesverdienstkreuz in New York. Im Juni 2018 erhielt der große Saal der Jüdischen Gemeinde Mannheim den Namen Samuel Adler Saal.